# Urbana (Missouri)
Urbana és una població dels Estats Units a l'estat de Missouri. Segons el cens del 2000 tenia 407 habitants.

## Demografia
Segons el cens del 2000, Urbana tenia 407 habitants, 173 habitatges, i 103 famílies. La densitat de població era de 165,4 habitants per km².
Dels 173 habitatges en un 30,1% hi vivien nens de menys de 18 anys, en un 42,8% hi vivien parelles casades, en un 15,6% dones solteres, i en un 39,9% no eren unitats familiars. En el 35,3% dels habitatges hi vivien persones soles el 20,8% de les quals corresponia a persones de 65 anys o més que vivien soles. El nombre mitjà de persones vivint en cada habitatge era de 2,3 i el nombre mitjà de persones que vivien en cada família era de 3,01.
Per edats la població es repartia de la següent manera: un 26% tenia menys de 18 anys, un 7,4% entre 18 i 24, un 26,5% entre 25 i 44, un 20,1% de 45 a 60 i un 19,9% 65 anys o més.
L'edat mediana era de 38 anys. Per cada 100 dones de 18 o més anys hi havia 83,5 homes.
La renda mediana per habitatge era de 19.236 $ i la renda mediana per família de 25.250 $. Els homes tenien una renda mediana de 20.000 $ mentre que les dones 14.423 $. La renda per capita de la població era de 16.824 $. Entorn del 14% de les famílies i el 16,5% de la població estaven per davall del llindar de pobresa.

## Poblacions més properes
El següent diagrama mostra les poblacions més properes.